# (3357) Tolstikov
(3357) Tolstikov est un astéroïde de la ceinture principale découvert par Antonín Mrkos à l'observatoire Kleť.
Il a été ainsi baptisé en hommage à Evgueni Tolstikov (1913 – 1987), explorateur polaire soviétique.